# Son Ferretjans
Son Ferretjans és una possessió del terme de Llucmajor, Mallorca, situada al llevant del municipi, que confronta amb les possessions de So n'Eixida, Ses Seguí i Son Mesquida. Es troba documentada el 1573, any en el qual n'era propietari l'honor Jaume Ferretjans, de la família del qual prengué nom la possessió. Es dedicava al conreu de cereals, a la ramaderia porquina i ovina (150 ovelles el 1573) i a la producció de mel (5 cases d'abelles el 1573).